# Daniel Baubonaubek
Daniel Baubonaubek herbu Łodzia – rotmistrz królewski w 1664 roku.
Był z pochodzenia Persem, nobilitowanym w 1662 roku i przyjętym do herbu Łodzia przez Stefana Czarnieckiego.